# Croacia en los Juegos Paralímpicos de Turín 2006
Croacia estuvo representada en los Juegos Paralímpicos de Turín 2006 por un deportista masculino. El equipo paralímpico croata no obtuvo ninguna medalla en estos Juegos.